# Aden
För andra betydelser, se Aden (olika betydelser).
Aden är en hamnstad i Jemen. Den första bosättningen på denna plats uppstod någon gång mellan 400-talet f.Kr. och 600-talet f.Kr. Staden består av två delar: Hamnstaden (Little Aden), som är den moderna staden, och Madinat ash-Sha'b, som är den gamla staden och där regeringskvarteren funnits. Förorterna Khormaksar och Sheikh Othman ligger norr om den gamla staden, och emellan dessa två förorter ligger Adens internationella flygplats Khaur Maksar, en tidigare RAF-bas.

## Historia

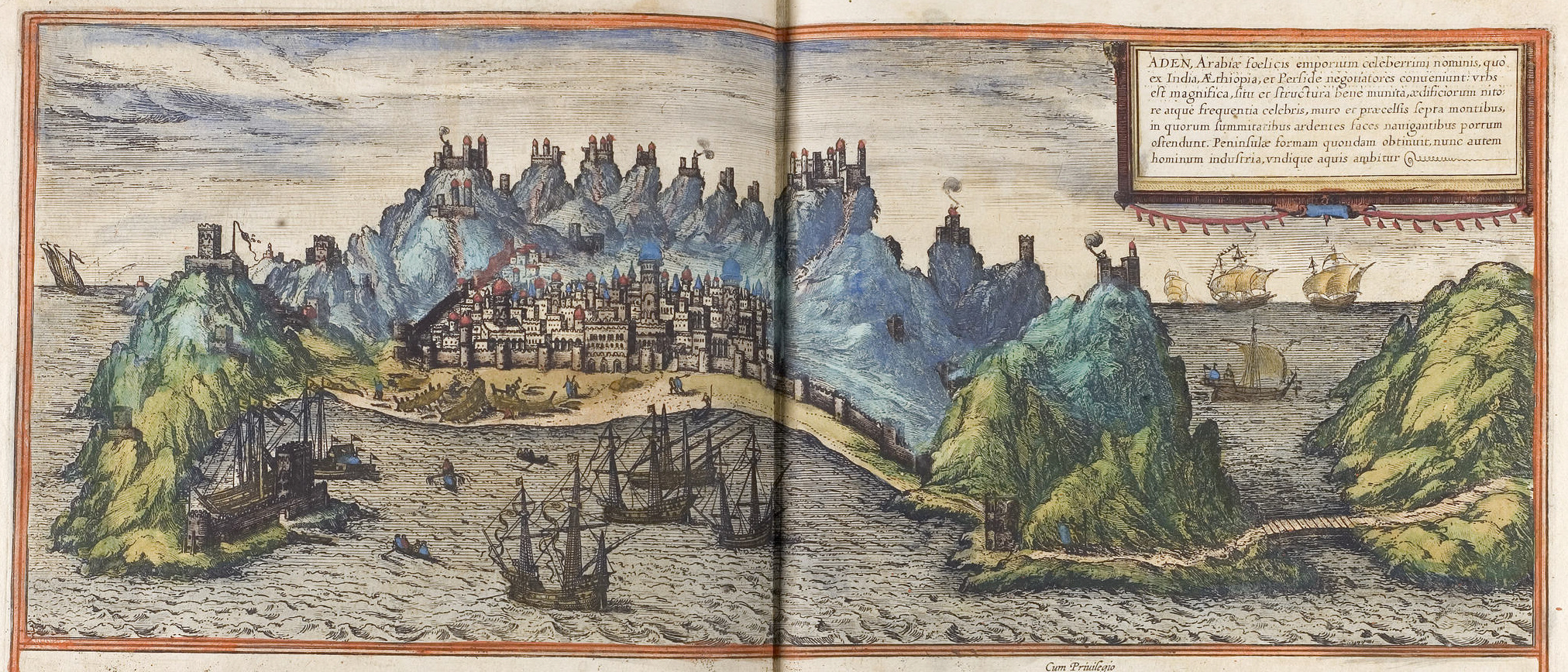
Aden, år 1572.

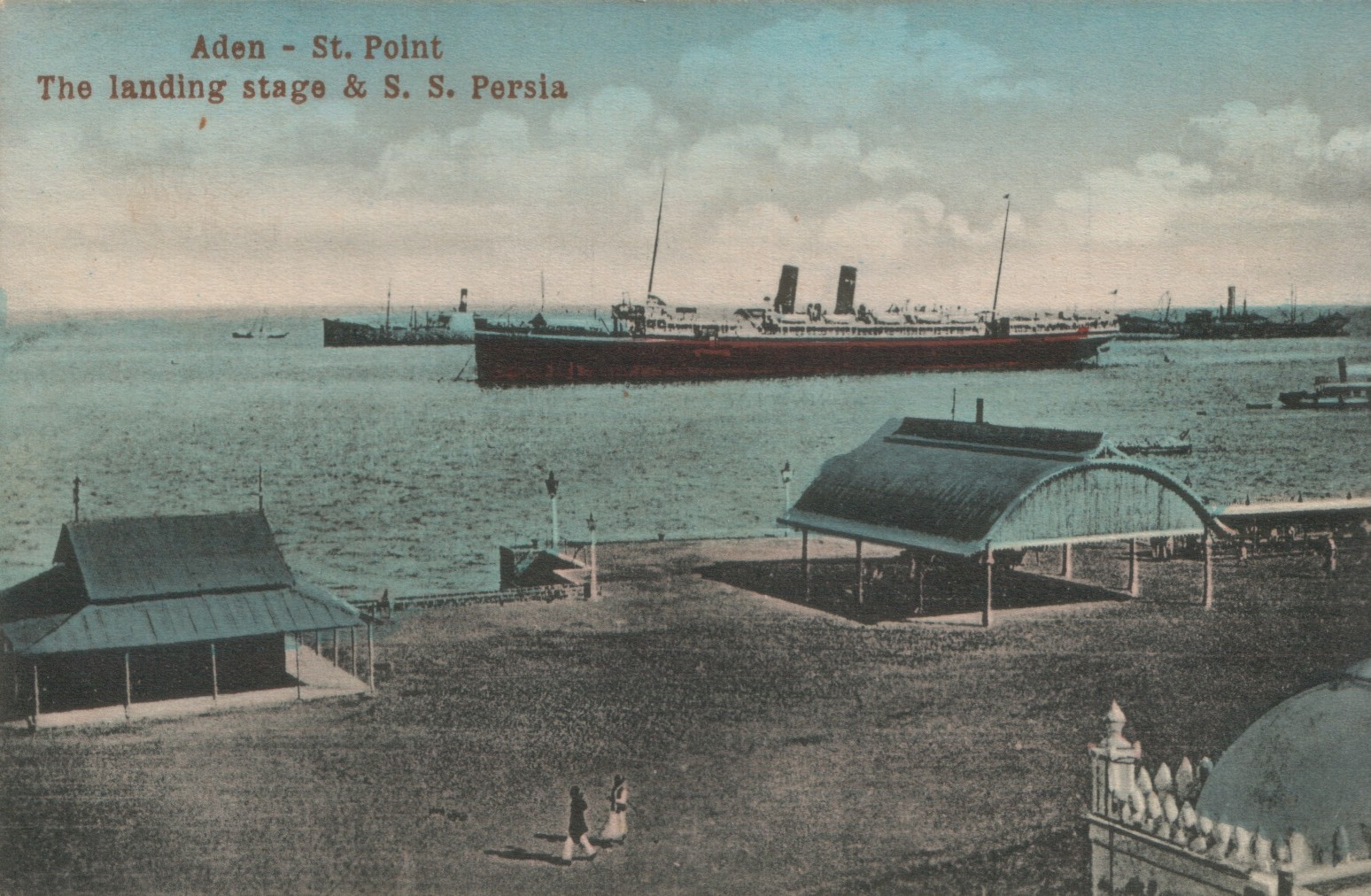
Adens hamn, omkring 1910.

Aden har varit ett handelscenter sedan antiken och är omnämnt i Bibeln. Under medeltiden var Aden stapelort för hela Mellanösterns handel samt nederlagsplats för södra Asiens och östra Afrikas naturalster och Europas fabriksvaror. Efter upptäckten av sjövägen kring Godahoppsudden började Aden förlora sin stora betydelse, och 1839 hade denna världshandelns stad sjunkit ned till en fattig by, som samma år genom ett fördrag avträddes till Brittiska Ostindiska Kompaniet. Britterna måste dock följande år med vapenmakt sätta sig i besittning av området. Det område som britterna tagit i besittning inskränkte sig till den lilla vulkaniska halvön, på vars östra sida staden Aden ligger (54 km²). 1868 köpte britterna den väster därom belägna halvön Djebel Hasan eller Little Aden (39 km²) av sultanen av Lahej och 1882 en smal kuststräcka, som förenar båda halvöarna (88 km²).
Under första världskriget förekom upprepade strider mellan osmaner och britter i området runt Aden. I juli 1915 blev en liten engelsk styrka slagen vid Lahej, norr om Aden. 1916 blev osmanerna slagna vid Subar, strax söder om Lahej, och 11 december 1918 kapitulerade de osmanska trupperna i området.
Staden styrdes sedan från Bombay fram till 1937, när Aden blev kronkoloni. Aden blev tillsammans med blivande Sydjemen en självständig stat 1967 och var landets huvudstad. Sedan Jemen och Sydjemen förenats 1990 har Aden blivit en tullfri zon.

## Ekonomi
Aden är landets ekonomiska center, med bland annat petroleumraffinering, skeppsvarv och lätt industri. Den var tidigare en viktig bunkringshamn för fartygstrafiken till och från Östern, men trafiken blev starkt reducerad efter det att Suezkanalen stängdes 1967, och den har inte nått upp till sin gamla volym efter kanalens återöppnande 1975.